# متقی

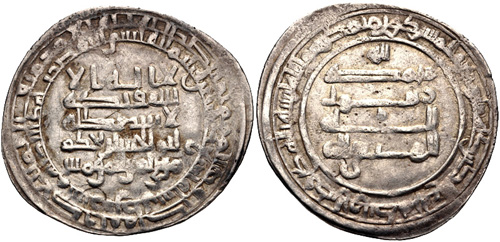
مهر المتقی

المتقی (نام کامل:أبو إسحاق إبراهیم بن المقتدر ابن المعتضد ابن الموفق طلحة ابن المتوکل المتقی لله) به معنی «پرهیزکار برای خدا» خلیفه عباسی در بغداد بود که از سال ۹۴۰ تا سال۹۴۴ (میلادی) (۳۲۹ هجری تا ۳۵۷ هجری) خلافت و پیشوایی مذهبی جهان اسلام را برعهده داشت.
وی که در سال ۲۹۵ هجری زاده شده بود، پس از مرگ برادرش ابوالعباس محمد راضی، از مردم بیعت گرفت و رسماً به عنوان خلیفه برگزیده شد. او بدین سبب که پیوسته روزه می‌گرفت و به نماز و عبادت مشغول بود، و از نوشیدن شراب پرهیز می‌کرد، لقب متقی گرفت؛ اما حکمرانی او صرفاً اسمی بود و از خلافت تنها سکه به نام وی ضرب می‌شد و خطبه به نام وی خوانده می‌شد، اما قدرت حقیقی نداشت. المتقی در سال ۹۴۴ میلادی/۳۵۷ هجری وفات یافت.